# Широкий (Ульяновский район)
Широкий — поселок в Ульяновском районе Ульяновской области. Входит в состав Большеключищенского сельского поселения.

## Геогафия
Расположен в 36 км к югу от районного центра.

## История
Основан в 1872 г. 5 семействами эстонцев из Эстляндской губернии на арендованной у удельного ведомства земле. 
В 1902 г. поселок Широкодольский состоял из 11 дворов, с населением в 65 человек (29 муж. и 36 жен.), которые арендовали 90 десятин пашни и 20 десятин сенокоса; занимались исключительно хлебопашеством.
В 1913 г. хутор «Хреновский» или «Широкодольский», с населением эстонской национальности, находился в Ключищенской волости Симбирский уезд Симбирская губерния, в котором в 11 дворах жило: 29 мужчин и 30 женщин.
На 1924 год посёлок Широкий находился в Понико-Ключевском с/с Ульяновской волости Ульяновской губернии, в котором в 12 дворах жило 60 человек.
В 1935 году в хуторе Ломы был организован колхоз "Эдази" и хутор "Широкий" тоже вошёл в этот колхоз. Всего земли в колхозе на день организации было 190 десятин. В Ломах - 18 хозяйств, в "Широком" - 13. В колхозе было - 19 лошадей, 10 косуль, две конные молотилки, 6 плугов, 20 борон. Первый председатель колхоза - Перемень Владимир Кузьмич , затем - Лукс Теннис Яковлевич.

## Население
| 2010 | 2013 | 2015 |
| ---- | ---- | ---- |
| 37   | ↘23  | ↗36  |

В 1996 — население 40 человек, преимущественно русские. 

## Инфрастурктура
Население в основном работает в СПК «Красная Звезда».